# 526 Jena
526 Jena è un asteroide della fascia principale del diametro medio di circa 41,49 km. Scoperto nel 1904, presenta un'orbita caratterizzata da un semiasse maggiore pari a 3,1182341 UA e da un'eccentricità di 0,1389286, inclinata di 2,17150° rispetto all'eclittica.
Il nome è un omaggio alla città di Jena, in Germania.